# Ессекс-Феллс
Ессекс-Феллс (англ. Essex Fells) — місто (англ. borough) в США, в окрузі Ессекс штату Нью-Джерсі. Населення — 2244 особи (2020).

## Географія
Ессекс-Феллс розташований за координатами 40°49′41″ пн. ш. 74°16′34″ зх. д. / 40.82806° пн. ш. 74.27611° зх. д. (40.828127, -74.276197).  За даними Бюро перепису населення США в 2010 році місто мало площу 3,67 км², з яких 3,66 км² — суходіл та 0,02 км² — водойми.

## Демографія
Згідно з переписом 2010 року, у селищі мешкало 2113 осіб у 728 домогосподарствах у складі 598 родин. Було 758 помешкань
Расовий склад населення:
| - 94,6 % — білих - 2,2 % — азіатів - 1,1 % — чорних або афроамериканців |

До двох чи більше рас належало 1,9 %. Частка іспаномовних становила 2,0 % від усіх жителів.
За віковим діапазоном населення розподілялося таким чином: 29,9 % — особи молодші 18 років, 54,0 % — особи у віці 18—64 років, 16,1 % — особи у віці 65 років та старші. Медіана віку мешканця становила 43,8 року. На 100 осіб жіночої статі у селищі припадало 94,6 чоловіків;  на 100 жінок у віці від 18 років та старших — 95,6 чоловіків також старших 18 років.
Середній дохід на одне домашнє господарство  становив 249 705 доларів США (медіана — 172 386), а середній дохід на одну сім'ю — 267 465 доларів (медіана — 193 929). Медіана доходів становила 157 955 доларів для чоловіків та 76 250 доларів для жінок. За межею бідності перебувало 1,6 % осіб, у тому числі 2,7 % дітей у віці до 18 років та 0,0 % осіб у віці 65 років та старших.
Цивільне працевлаштоване населення становило 1012 особи. Основні галузі зайнятості: освіта, охорона здоров'я та соціальна допомога — 23,6 %, науковці, спеціалісти, менеджери — 19,5 %, фінанси, страхування та нерухомість — 19,2 %.